# 牧野治郎
牧野 治郎（まきの じろう、1949年（昭和24年）10月22日 - ）は、日本の財務官僚。財務省理財局長、財務総合政策研究所長、国税庁長官などを歴任。日本損害保険協会特別顧問。血液型はO型。

## 人物
東京都渋谷区出身。1973年 東京大学経済学部経済学科卒業、 大蔵省入省（銀行局銀行課）。1978年7月 佐久税務署長。主計局総務課課長補佐（企画係）を経て、1983年6月 主計官補佐（主査）となり、建設、公共事業の予算を担当する。1991年 人事院給与第二課長。1993年 主計局調査課長。その後主計官や主計局総務課長を歴任する。行革関係の特命事項や特殊法人・公益法人などを担当する官房審議官（官房担当）などを経て、2001年 主計局次長となるなど、73年入省者には少ない主計畑を歩き、2003年より理財局長を3年間務める。一時は事務次官候補で官房長起用説もあったが、当時の東京大学法学部による官界支配に批判的だったことから、2006年7月 「待機ポスト」とされる財務総合政策研究所長に回り、2007年より国税庁長官となる。2008年、辞職。2021年、瑞宝重光章受章。

## 略歴
- 1973年（昭和48年）3月 東京大学経済学部経済学科卒業[1]
- 1973年（昭和48年）4月 大蔵省入省[1]
- 1974年（昭和49年）8月 大臣官房調査企画課[3]
- 1978年（昭和53年）7月 佐久税務署長
- 1979年（昭和54年）7月 証券局総務課課長補佐（企画・調査係）[10]
- 1980年（昭和55年）6月 防衛庁経理局会計課
- 1982年（昭和57年）6月24日 主計局総務課課長補佐（企画係）[4]
- 1983年（昭和58年）6月 主計局主計官補佐（公共事業第二係主査）
- 1984年（昭和59年）6月 主計局主計官補佐（建設第一、二係主査）
- 1986年（昭和61年）6月 主計局主計官補佐（公共事業総括、第一係主査）
- 1988年（昭和63年）6月 大臣官房企画官 兼 大臣官房文書課
- 1990年（平成2年）7月 大臣官房付（コロンビア大学研究員）
- 1991年（平成3年）6月 人事院事務総局給与局給与第二課長
- 1993年（平成5年）7月 大蔵省主計局調査課長
- 1994年（平成6年）7月 大蔵省主計局主計官（建設・公共事業担当）
- 1995年（平成7年）5月 大蔵省主計局法規課長
- 1997年（平成9年）7月 大蔵省主計局総務課長
- 1998年（平成10年）7月 大蔵省大臣官房参事官
- 1999年（平成11年）7月 大蔵省大臣官房審議官（大臣官房担当）
- 2001年（平成13年）1月6日 財務省理財局次長（理財担当）
- 2001年（平成13年）7月10日 財務省主計局次長（次席）（地方財政、運輸、防衛などを担当）[11]
- 2002年（平成14年）8月8日 財務省主計局次長（筆頭）
- 2003年（平成13年）7月8日 財務省理財局長
- 2006年（平成18年）7月11日 財務省理財局長 兼 理財局次長（国有担当）事務取扱
- 2006年（平成18年）7月12日 財務省理財局長
- 2006年（平成18年）10月3日 財務省会計センター所長 兼 財務総合政策研究所長
- 2007年（平成19年）7月10日 国税庁長官[1][12]
- 2008年（平成20年）7月 退官
- 2008年（平成20年）7月 損害保険料率算出機構 副理事長
- 2009年（平成21年）11月 退任[1]
- 2009年（平成21年）11月 日本損害保険協会 副会長[13][14][15]
- 2014年（平成26年）6月 新日鐵住金株式会社 監査役
- 2020年 (令和2年) 6月 日本製鉄株式会社 社外取締役
- 2021年（令和3年）6月 損害保険事業総合研究所 会長
- 2021年（令和3年）6月 日本損害保険協会 副会長退任、特別顧問就任
- 2022年 (令和4年) 6月 日本製鉄株式会社 社外取締役退任

## 家族・親族
- 牧野隆守（義父） 通産官僚、衆議院議員、労働大臣
- 牧野陽子（妻） 成城大学教授

## 大蔵省同期
金田勝年（法務大臣、外務副大臣）、新井将敬（衆議院議員）、佐藤隆文（日本取引所自主規制法人理事長、金融庁長官）、井戸清人（日本銀行理事）、加藤秀樹（内閣府行政刷新会議事務局長）、森信茂樹（財務総合政策研究所長、東京税関長）、東正和（さわやか信用金庫専務理事（代表理事）、東京国税局長、国税庁調査査察部長、関東信越国税局長）、塚原治（中小企業金融公庫理事、アジア開発銀行理事）、花角和男（税務大学校長、総務省人事・恩給局次長）、山田孝夫（横浜税関長、北陸財務局長）、柏木茂雄（慶應義塾大学大学院商学研究科教授、財務総合政策研究所次長）など。